# Саторн-юник-тауэр
Уникальная башня Саторна — недостроенный небоскреб в столице Таиланда Бангкоке. Здание должно было стать многоэтажным комплексом кондоминиумов, однако его строительство было приостановлено во время азиатского финансового кризиса в 1997 году, когда оно было уже на 80 процентов завершено. Теперь это одно из самых известных из множества заброшенных зданий Бангкока, которое стало местом индустриального туризма.

## История
Уникальная башня Саторна должна была стать 47-этажным элитным кондоминиумом в котором предполагалось расположить 600 квартир. Здание было спроектировано Рангсаном Торсуваном (Rangsan Torsuwan) - известным архитектором и девелопером недвижимости, который также создал аналогичное здание Стейт-тауэр. Проект был запущен в 1990 году и принадлежал компании Sathorn Unique Co. Ltd. и в основном финансировался компанией Thai Mex Finance and Securities Company. Строительство началось в том же году, когда компания Si Phraya Co. Ltd. стала главным подрядчиком.
В 1993 году из-за спорной ситуации, улаживание которой растянулось на пятнадцать лет, Рагсан был арестован по обвинению в заговоре с целью убийства президента Верховного суда Прамана Чансуи (Praman Chansue) (убийство не состоялось). Рагсан был признан виновным в 2008 году, но позже был оправдан Апелляционным судом в 2010 году. Однако это дело заметно подорвало способность Рангсана обеспечить финансовую поддержку его проектов, а строительство Стейт-тауэр происходило с задержками из-за нехватки средств.
Когда в 1997 году разразился азиатский финансовый кризис, рынок недвижимости Бангкока рухнул, а финансовые компании, которые финансировали проект, обанкротились и впоследствии были ликвидированы. Строительные проекты по всему городу остановились, и в Бангкоке осталось более 300 незавершенных высотных проектов. Большинство из этих зданий (среди них и Стейт-тауэр) постепенно были завершены по мере восстановления экономики, но Уникальная башня Саторна остается среди дюжины с небольшим недостроенных «башен-призраков» Бангкока, несмотря на переговоры и рефинансирование, которым занимался сын Рангсана Пансит Торсуван, который присоединился к фирме Рагсана в 2004 году. Это во многом произошло из-за того, что Рагсан, вместо того чтобы объявить о банкротстве и роспуске компании, настаивал на том, что проект будет продаваться только по цене, которая позволила бы полностью вернуть его стоимость первоначальным покупателям здания.

## Местоположение, внешний вид и значимость
Уникальная башня Саторна находится на ответвлении En:Charoen Krung Road, между 51 и 53 улочками (En:Soi) в районе Бангкока Саторн (En:Sathon District). Он расположен примерно напротив буддийского храма En:Wat Yan Nawa и находится ближе к концу дороги Саторн, где расположены мост En:Taksin Bridge и станция Saphan Taksin En:BTS Skytrain. Здание, в котором есть 49 этажей (в том числе два подземных уровня), занимает примерно два рая (около 3200 квадратных метров) земли, и соединено с соседней десятиэтажной парковкой. Стиль Рангсана был описан как «ликующий постмодернизм, архитектурная подстановка, в которой стили и эпохи слиты вместе без каких-либо признаков сдержанности». Как и аналогичное здание, Стэйт-тауэр, дизайн Уникальной башни Саторна отличается использованием неогреческих элементов, особенно в колоннах и балконах. В то время как строительство основного каркаса здания было в основном завершено (по оценкам строительство завершено на 80-90 процентов), и в целом конструкция здания считается безопасной, внутренняя отделка и проработка инфраструктуры едва начались перед самым прекращением строительства, а стены и структурные детали, особенно на верхних уровнях, также остаются незаконченными.
Здание известно как место индустриального туризма и привлекает внимание в том числе и зарубежных посетителей. Несмотря на то, что здание официально закрыто для посещений, доступ, как сообщается, может быть получен путем подкупа охранников. Здание появилось в новостях в декабре 2014 года, когда гражданин Швеции был найден повешенным на 43-м этаже. Причиной смерти считается самоубийство, однако новость вызвала дискуссию по поводу безопасности здания.
В сентябре 2015 года Пансит Торсуван, который сейчас является членом совета компании Sathorn Unique Co., заявил, что он подал уголовные обвинения о проникновении в частную собственность против пяти человек, разместивших материалы в Интернете, в том числе против пары иностранцев, которые создали видео о фриране на башне. Он сказал, что это было сделано, чтобы подать пример и удержать людей от небезопасного восхождения на здание. Он добавил, что число людей, незаконно попадающих в помещение, резко возросло в течение прошлого года, что стало ясно из увеличения онлайн-сообщений о пребывании на вершине здания, причем в некоторые выходные дни в башню проникали более ста человек.
В 2017 году Пансит позволил Музею Сиама провести в здании семинар в рамках выставки, посвященной двадцатой годовщине финансового кризиса. Он также разрешил киностудии En:GDH 559 использовать башню для показа фильма ужасов Обещание (The Promise).
Существует несколько суеверий, касающихся здания, которые распространяют люди, живущие в соседних общинах. Некоторые считают, что здание преследуют неудачи, поскольку земля, на которой оно расположено, вероятно, является бывшим кладбищем. Другие считают причиной того, что строительство никак не может закончиться является факт, что башня отбрасывает тень на расположенный рядом буддийский храм En:Wat Yan Nawa, что является неблагоприятным обстоятельством.